# Belen, Novi Meksiko
Belen (/bəˈlɪn/; španjolski: Belén) je drugi po naseljenosti grad u okrugu Valenciji u američkoj saveznoj državi Novom Meksiku. Najnaseljenije je okružno sjedište Los Lunas. Prema procjenama iz 2013. u Belenu živi 7.239 stanovnika. Belén je španjolsko ime za Betlehem. 

## Promet
Gradić je dobio ime "Čvorišni grad" ("The Hub City") zbog glavnog željezničkog čvorišta pruge Južni Transcon, koja je dio mreže BNSF i Južne subdivizije. U gradu je postaja prigradske željeznice NMRX, a u blizini javna zračna luka Belen Alexander. Zapadna granica grada je međudržavna cesta I-25. Kroz Belen prolazi biciklistička staza broj 1 avenijom Reinken. Staza povezuje Belen s Bernardom koji je nešto južnije.

## Zemljopis
Grad leži u Albuquerquečkoj kotlini na desnoj obali Rio Grandea, blizu zemljopisnog središta Novog Meksika. Zbog toga je važno prometno čvorište središnjeg Novog Meksika, što uključuje pristup željeznici, međudržavnoj cesti i zračnom prometu preko jedine javne zračne luke u okrugu Valenciji. Položaj Belena je na južnom kraju metropolitanskog statističkog područja Albuquerquea, 35 južno od samog grada Albuquerquea. Zemljopisni položaj Belena je 34°39′56″N 106°46′34″W / 34.66556°N 106.77611°W (34.665587, -106.776225). Prema Uredu SAD-a za popis stanovništva, Belen zauzima 12 km2 suhozemne površine.

## Povijest
Belen je osnovan 1741. godine kao Nuestra Senora de Belen. Osnovala ga je skupina španjolskih naseljenika na čelu s Diegom Torresom i Antoniom Salazarom, koji su godinu prije dobili dopuštenje naseliti se na land grant imena Belen Grant. Španjolske vlasti su prepoznale stratešku važnost Belena te su 1760. izgradile utvrdu radi zaštite naselja duž Rio Grandea. Do 1790-ih u Belenu se formiralo gradsko središte Plaza Vieja (eng. Old Town). Prerastao je veličinu precinkta (eng. precinct, špa. paraje) i postao okrug (eng. district, špa. partido). Imao je 1695 stanovnika. Do 1793. izgrađena je katolička crkva i osnovana župa.

## Znamenitosti
- Muzej Harvey House, jedini u Novom Meksiku
- Hotel Belen, hotel na listi Nacionalnog registra povijesnih mjesta

## Kultura
Festivali i manifestacije:
- Reli balonima u subotu uoči dana sv. Patrika
- Sveamerički 4. srpnja
- Dani Rio Abaja
- Festival čuda u Glavnj ulici
- Parada električnih svjetala
- Hispano Matanza, najveća matanza na svijetu
- Fešta Naše Gospe od Betlehema
- Slijedi zvijezdu

## Poznate osobe
- Art "Golden Boy" Aragon, profesionalni meksičko-američki boksač i hollywoodski glumac
- Bartolomé Baca, četvrti meksički guverner teritorija Novog Meksika
- Elfego Baca, revolveraš Divljeg Zapada koji se borio na strani zakona
- Joe Baca, bivši američki zastupnik u Kaliforniji
- Gloria Castillo, hollywoodska glumica
- Dennis Chavez, američki senator i novinski urednik
- Tibo J. Chavez, "lieutenant governor" Novog Meksika 1951. – 1955.
- Judy Chicago, američka feministička umjetnica
- Damon Gray, country pjevač koji je uspio ući na Billboard Top 100
- Arthur C. Goebel, prvi civil koji je napravio neprekidni let od Kalifornije do Havaja (1927.)
- Bobby Keys, saksofonist Rolling Stonesa i drugih poznatih glazbenika
- Casey Luna, "lieutenant governor" Novog Meksika 1991. – 1995.
- Mike Nesbitt, bivši igrač i trener američkog nogometa, igrao za New Orleans Saintse i Minnesota Vikingse
- Emilio Vallez, igrač američkog nogometa kojeg su draftirali Chicago Bearsi 1968.

## Popularna kultura
U Belenu je snimljeno najmanje 17 filmova i dvije mini serije:
- Dig (2015.)
- Blood Father (2015.)
- Transcendence (2014.)
- Sun Belt Express (2014.)
- Two Men in Town (2014.)
- As Cool As I Am (2013.)
- The Last Stand (2013.)
- 5 Shells (2012.)
- Living Hell (2008.)
- Swing Vote (2008.)
- Have Dreams, Will Travel (2007.)
- The Lost Room (2006.)
- Bollocky Simper (2003.)
- The Cowboy Way (1994.)
- Convoy (1978.)
- The Man Who Fell to Earth (1976.)
- Mustang! (1973.)
- Bunny O'Hare (1971.)
- Gas-s-s-s (1971.)

Dvije televizijske emisije snimljene su u Belenu:
- In Plain Sight
- Killer Women

Dvije fikcijske novele bave se Belenom kao mjestom radnje ili je Belen dio zapleta:
- Pari Noskin Taichert: The Belen Hitch (2006.)
- Ana Castillo: So Far from God (1993.)

## Vanjske poveznice
- Službena stranica
- Bilten okruga Valencije